# Sium
Sium és un gènere de plantes amb flors apiàcies. Consta de 7 espècies acceptades. La majoria són natives del reialme holàrtic, algunes de l'Àfrica intertropical.
Als Països Catalans l'única espècie autòctona dins aquest gènere és el creixen de fulla ampla (Sium latifolium)

## Taxonomia
El gènere va ser descrit per Constantine Samuel Rafinesque i publicat a Species Plantarum 1: 251–252. 1753. L'espècie tipus és: Sium latifolium L.	
Segons Plantilla:Bioref :
- Sium carsonii Durand ex A.Gray
- Sium frigidum Hand.-Mazz.
- Sium latifolium L.
- Sium latijugum C.B.Clarke
- Sium medium Fisch. & C.A. Mey.
- Sium ninsi Thunb. o L.
- Sium repandum Welw. ex Hiern
- Sium serra (Franch. & Sav.) Kitag.
- Sium sisarum L.
- Sium sisaroideum DC.
- Sium suave Walter
- Sium tenue (Kom.) Kom.
- Sium ventricosum (H.Boissieu) Li S.Wang & M.F. Watson